# Sukasari (Pegajahan)
Sukasari is een bestuurslaag in het regentschap Serdang Bedagai van de provincie Noord-Sumatra, Indonesië. Sukasari telt 4108 inwoners (volkstelling 2010).